# Finale della Coppa dei Campioni 1991-1992
La finale della 37ª edizione di Coppa dei Campioni, l'ultima ad essere denominata in questo modo, è stata disputata il 20 maggio 1992 al Wembley Stadium di Londra tra Barcellona e Sampdoria. All'incontro hanno assistito circa 71 000 spettatori. La partita, arbitrata dal tedesco Aron Schmidhuber, ha visto la vittoria per 1-0, dopo i tempi supplementari, del club catalano.
Pur mantenendo il nome che aveva sempre avuto, in quest'edizione era stata già introdotta una fase a gruppi, successiva agli ottavi di finale, le cui squadre qualificate erano state suddivise in due gironi: la finale ha messo di fronte i genovesi, vincitori del Gruppo A, e il Barça, trionfatore dell'altro raggruppamento.

## Le squadre
| Squadre    | Partecipazioni precedenti (il grassetto indica la vittoria) |
| ---------- | ----------------------------------------------------------- |
| Sampdoria  | Nessuna                                                     |
| Barcellona | 2 (1961, 1986)                                              |

## Il cammino verso la finale
Il Barcellona di Johan Cruyff esordì contro i tedeschi dell'Hansa Rostock, campioni della Germania dell'Est sebbene dal 3 ottobre 1990 la Germania fosse stata riunificata, superando il turno con un risultato complessivo di 3-1. Agli ottavi di finale gli azulgrana affrontarono nuovamente una squadra teutonica, il Kaiserslautern campione di Germania Ovest, eliminandoli solo in virtù della regola dei gol fuori casa grazie a una rete allo scadere di José Mari Bakero al Fritz-Walter-Stadion. Il Barça fu inserito nel gruppo B insieme ai cecoslovacchi dello Sparta Praga, i portoghesi del Benfica e gli ucraini della Dinamo Kiev, qualificati come campioni sovietici. I catalani totalizzarono nove punti, frutto di quattro vittorie, un pareggio e una sola sconfitta, raggiungendo la finale di Londra.
La Sampdoria di Vujadin Boškov, campione d'Italia ed esordiente nella competizione, iniziò il cammino europeo contro i norvegesi del Rosenborg, vincendo sia all'andata che al ritorno rispettivamente coi risultati di 5-0 e 2-1. Agli ottavi di finale gli ungheresi dell'Honvéd riuscirono ad avere la meglio in casa, battendo i blucerchiati per 2-1, ma nulla poterono nel ritorno di Marassi dove furono sconfitti per 3-1. La Samp fu inserita nel gruppo A insieme agli jugoslavi campioni in carica della Stella Rossa, i belgi dell'Anderlecht e i greci del Panathīnaïkos. I genovesi totalizzarono otto punti, frutto di tre vittorie, due pareggi e una sconfitta, raggiungendo la finale di Wembley.

## La partita
A Londra, dopo la finale di Coppa delle Coppe di tre anni prima, si sfidano nuovamente il Barcellona, campione di Spagna, e la Sampdoria. La partita è piacevole, coi catalani che tengono il pallino del gioco mentre i liguri si affidano per lo più ai lanci lunghi, che spesso colgono impreparata la difesa avversaria. I tempi regolamentari terminano a reti inviolate: il centravanti blucerchiato Gianluca Vialli incappa infatti in una serata di scarsa vena, fallendo due occasioni da gol, mentre i due portieri, il doriano Gianluca Pagliuca e l'azulgrana Andoni Zubizarreta, si producono in una serie di interventi decisivi.
A nove minuti dal termine dell'overtime viene assegnato al Barcellona un calcio di punizione dal limite, dopo un contrasto tra Giovanni Invernizzi ed Eusebio Sacristán: il difensore Ronald Koeman si incarica della battuta e trafigge Pagliuca con un potente destro che dà il via alla festa catalana. Dopo il triplice fischio i giocatori del Barcellona si svestono della seconda casacca arancione utilizzata per la finale e indossano la classica blaugrana per farsi immortalare col trofeo, mentre i blucerchiati, indispettiti da un arbitraggio da loro giudicato insufficiente, non si presentano alla consueta conferenza stampa post partita.

## Tabellino
| Arbitro: | Schmidhuber |

|  |           |             |
|  | Marcatori | 112’ Koeman |

| Sampdoria | Barcellona |

| Sampdoria      |    |                     |      |      |
|                |    |                     |      |      |
| P              | 1  | Gianluca Pagliuca   |      |      |
| D              | 2  | Moreno Mannini      | 39’  |      |
| D              | 3  | Srečko Katanec      |      |      |
| C              | 4  | Fausto Pari         |      |      |
| D              | 5  | Pietro Vierchowod   | 66’  |      |
| D              | 6  | Marco Lanna         |      |      |
| C              | 7  | Attilio Lombardo    |      |      |
| C              | 8  | Toninho Cerezo      |      |      |
| A              | 9  | Gianluca Vialli     |      | 100’ |
| A              | 10 | Roberto Mancini     | 118’ |      |
| C              | 11 | Ivano Bonetti       |      | 73’  |
| Sostituzioni:  |    |                     |      |      |
| P              | 12 | Giulio Nuciari      |      |      |
| D              | 13 | Dario Bonetti       |      |      |
| C              | 14 | Giovanni Invernizzi |      | 73’  |
| A              | 15 | Paulo Silas         |      |      |
| A              | 16 | Renato Buso         |      | 100’ |
| Allenatore:    |    |                     |      |      |
| Vujadin Boškov |    |                     |      |      |

| Barcellona    |    |                       |     |      |
|               |    |                       |     |      |
| P             | 1  | Andoni Zubizarreta    |     |      |
| D             | 2  | Nando                 |     |      |
| D             | 3  | Albert Ferrer         |     |      |
| D             | 4  | Ronald Koeman         |     |      |
| C             | 5  | Juan Carlos           |     |      |
| C             | 6  | José Mari Bakero      | 75’ |      |
| A             | 7  | Julio Salinas         |     | 65’  |
| A             | 8  | Hristo Stoičkov       |     |      |
| C             | 9  | Michael Laudrup       |     |      |
| C             | 10 | Josep Guardiola       |     | 112’ |
| C             | 11 | Eusebio Sacristán     |     |      |
| Sostituzioni: |    |                       |     |      |
| D             | 12 | José Ramón Alexanko   |     | 112’ |
| P             | 13 | Carles Busquets       |     |      |
| A             | 14 | Txiki Begiristain     |     |      |
| C             | 15 | Miguel Ángel Nadal    |     |      |
| C             | 16 | Jon Andoni Goikoetxea |     | 65’  |
| Allenatore:   |    |                       |     |      |
| Johan Cruijff |    |                       |     |      |